# Johan Salenius
Johan Salenius, född 1652, död 21 juni 1697 i Uppsala, var en svensk professor i grekiska vid Uppsala universitet. Han blev filosofie adjunkt 1684 samt professor 1693. Han ingick i äktenskap med en dotter till Petrus Petri Gangius, Sara Gangia, i Västerås den 29 maj 1687.